# Jack Mavrogordato
John George „Jack“ Mavrogordato (* 9. Mai 1905 in London; † 14. Juni 1987 in Ogwr, Mid Glamorgan, Wales) war ein britischer Rechtsanwalt, Falkner und Autor. Mit seinen Büchern A Hawk for the Bush und A Falcon in the Field veröffentlichte er zwei Standardwerke der modernen Falknereiliteratur.

## Leben und Wirken
Jack Mavrogordato war der Sohn des Bankiers George Michael Mavrogordato aus der griechischen Adelsdynastie Mavrokordatos und seiner Frau Irene Miltiades, geb. Manuel. Er wurde an der Charterhouse School, am Christ Church College in Oxford und an der Anwaltskammer Gray’s Inn ausgebildet. Von 1932 bis 1939 arbeitete er als Barrister. 1943 war er Mitarbeiter im von Richard Stafford Cripps geleiteten Ministerium für Flugzeugkonstruktion. 1946 war er Generalanwalt im Sudan. 1952 war er Rechtsberater des Generalgouverneurs im Sudan. Im selben Jahr wurde er zum Companion des Order of St. Michael and St. George (CMG) ernannt. 1953 war er Rechtsberater der sudanesischen Regierung. Von 1958 bis 1961 war er Senior Counsel (Justizrat) im sudanesischen Justizministerium. Mavrogordato galt als einer der Architekten der rechtlichen Struktur des anglo-ägyptischen Sudans und als einer der Hauptautoren der Verfassung, die den Sudan von der britischen Kolonie in die Unabhängigkeit führte. 1961 ging er in den Ruhestand.
In den 1960er Jahren machte sich Mavrogordato vor allem als Falkner einen Namen. Seine Interessensschwerpunkte waren Sperber, Habichte und Falken. 1960 veröffentlichte er das Werk A Hawk for the Bush (deutsch: Ein Beizvogel fürs Gebüsch: Eine Abhandlung über das Abtragen des Sperbers und anderer Kurzschwingen-Greifvögel, 1968, übersetzt von Klaus Müller), eine große Abhandlung über die Abrichtung von Sperbern.
Mavrogordatos Buch war äußerst praktisch und wandte sich an eine neue Generation von Falknern, die in der Regel eher mit dem früher verpönten Sperber als mit den Falken arbeiteten.
Es richtet sich auch an erfahrene Habichtler (Falkner, die die Beizjagd mit Habichten ausüben) und umfasst Abschnitte über die Auswahl des Beizvogels, die Aufzucht und das Hacken von Nestlingen, die Atzung, das Zurückrufen des Beizvogels, Beizvögel im Alterskleid sowie Gesundheit und Krankheiten.
Das Buch bekräftigte Mavrogordatos Ruf als einen der weltweit bekanntesten Falkner seiner Zeit. 1966 folgte das Werk A Falcon in the Field, das sich mit der Abrichtung von Habichten oder Falken beschäftigt und dabei besonderes Augenmerk auf den Flug während der Beizjagd legt. Mavrogordato konnte für sein Werk die Zeichner George Edward Lodge und David Morrison Reid Henry gewinnen, die anschauliche Illustrationen dafür anfertigten. Mavrogordato übte die Beizjagd viele Jahre in den Salisbury Plains in Schottland aus und verwendete Greifvögel für die Jagd auf Rebhühner in Lincolnshire. 1964 wurde er zum Präsidenten des British Falconers Club gewählt, ein Amt, das er viele Jahre innehatte. Daneben war er Mitglied der British Ornithologists’ Union. 1982 erschien seine Autobiographie Behind the Scenes.